# Георгіос Займіс
Георгіос Займіс (28 червня 1937 — 1 травня 2020) — грецький яхтсмен.
Олімпійський чемпіон 1960 року в класі Дракон, учасник 1968 року.